# Spenglerův pohár 2001
75. ročník Spenglerova poháru se uskutečnil od 26. do 31. prosince 2001. Všechny zápasy se hrály v hale Vailant Areně v Davosu. Vítězem se stal tým HC Davos.

## Účastníci
- Kanada - tým složený z Kanaďanů hrajících v Evropě
- HC Davos - hostitel
- TPS Turku
- Adler Mannheim
- HC Sparta Praha

## Základní část

### Tabulka
| Tým             | Z | V | P | R | VG | IG | B |
| --------------- | - | - | - | - | -- | -- | - |
| Kanada          | 4 | 4 | 0 | 0 | 19 | 8  | 8 |
| HC Davos        | 4 | 2 | 1 | 1 | 14 | 12 | 5 |
| TPS Turku       | 4 | 2 | 2 | 0 | 14 | 13 | 4 |
| Adler Mannheim  | 4 | 1 | 3 | 0 | 9  | 20 | 2 |
| HC Sparta Praha | 4 | 1 | 3 | 0 | 11 | 14 | 2 |

### Zápasy
| 26. prosince 2001 15:30 | HC Davos | 2–3             | HC Sparta Praha | Vaillant Arena |
|                         | HC Davos | (1:0, 0:2, 1:1) | HC Sparta Praha |                |

| Souhrn zápasu | Souhrn zápasu | Souhrn zápasu | Souhrn zápasu | Souhrn zápasu |
| ------------- | ------------- | ------------- | ------------- | ------------- |
|               |               |               |               |               |

| 26. prosince 2001 20:45 | Kanada | 5–0             | Adler Mannheim | Vaillant Arena |
|                         | Kanada | (2:0, 2:0, 1:0) | Adler Mannheim |                |

| Souhrn zápasu | Souhrn zápasu | Souhrn zápasu | Souhrn zápasu | Souhrn zápasu |
| ------------- | ------------- | ------------- | ------------- | ------------- |
|               |               |               |               |               |

| 27. prosince 2001 15:30 | Kanada | 4–2             | TPS Turku | Vaillant Arena |
|                         | Kanada | (1:0, 0:1, 3:1) | TPS Turku |                |

| Souhrn zápasu | Souhrn zápasu | Souhrn zápasu | Souhrn zápasu | Souhrn zápasu |
| ------------- | ------------- | ------------- | ------------- | ------------- |
|               |               |               |               |               |

| 27. prosince 2001 20:45 | Adler Mannheim | 2–5             | HC Davos | Vaillant Arena |
|                         | Adler Mannheim | (0:2, 1:2, 1:1) | HC Davos |                |

| Souhrn zápasu | Souhrn zápasu | Souhrn zápasu | Souhrn zápasu | Souhrn zápasu |
| ------------- | ------------- | ------------- | ------------- | ------------- |
|               |               |               |               |               |

| 28. prosince 2001 15:30 | TPS Turku | 8–2             | Adler Mannheim | Vaillant Arena |
|                         | TPS Turku | (2:2, 4:0, 2:0) | Adler Mannheim |                |

| Souhrn zápasu | Souhrn zápasu | Souhrn zápasu | Souhrn zápasu | Souhrn zápasu |
| ------------- | ------------- | ------------- | ------------- | ------------- |
|               |               |               |               |               |

| 28. prosince 2001 20:45 | HC Sparta Praha | 1–4             | Kanada | Vaillant Arena |
|                         | HC Sparta Praha | (0:0, 0:2, 1:2) | Kanada |                |

| Souhrn zápasu | Souhrn zápasu | Souhrn zápasu | Souhrn zápasu | Souhrn zápasu |
| ------------- | ------------- | ------------- | ------------- | ------------- |
|               |               |               |               |               |

| 29. prosince 2001 15:30 | Adler Mannheim | 5–2             | HC Sparta Praha | Vaillant Arena |
|                         | Adler Mannheim | (0:2, 3:0, 3:0) | HC Sparta Praha |                |

| Souhrn zápasu | Souhrn zápasu | Souhrn zápasu | Souhrn zápasu | Souhrn zápasu |
| ------------- | ------------- | ------------- | ------------- | ------------- |
|               |               |               |               |               |

| 29. prosince 2001 20:45 | HC Davos | 1–2             | TPS Turku | Vaillant Arena |
|                         | HC Davos | (0:0, 1:1, 0:1) | TPS Turku |                |

| Souhrn zápasu | Souhrn zápasu | Souhrn zápasu | Souhrn zápasu | Souhrn zápasu |
| ------------- | ------------- | ------------- | ------------- | ------------- |
|               |               |               |               |               |

| 30. prosince 2001 15:30 | HC Davos | 5–6 po prod.    | Kanada | Vaillant Arena |
|                         | HC Davos | (1:2, 2:2, 2:1) | Kanada |                |

| Souhrn zápasu | Souhrn zápasu | Souhrn zápasu | Souhrn zápasu | Souhrn zápasu |
| ------------- | ------------- | ------------- | ------------- | ------------- |
|               |               |               |               |               |

| 30. prosince 2001 20:45 | TPS Turku | 2–6             | HC Sparta Praha | Vaillant Arena |
|                         | TPS Turku | (0:2, 2:0, 0:4) | HC Sparta Praha |                |

| Souhrn zápasu | Souhrn zápasu | Souhrn zápasu | Souhrn zápasu | Souhrn zápasu |
| ------------- | ------------- | ------------- | ------------- | ------------- |
|               |               |               |               |               |

## Finále
| 31. prosince 2001 12:00 | Kanada | 3–4 po prod.    | HC Davos | Vaillant Arena |
|                         | Kanada | (0:0, 2:3, 1:0) | HC Davos |                |

| Souhrn zápasu | Souhrn zápasu | Souhrn zápasu | Souhrn zápasu | Souhrn zápasu |
| ------------- | ------------- | ------------- | ------------- | ------------- |
|               |               |               |               |               |

## All-star team
- Brankář: Patrick DesRochers - (Kanada)
- Obránci: Petteri Nummelin - (TPS Turku), Mike Gaul - (Kanada)
- Útočníci: Richard Žemlička - (HC Sparta Praha), Josef Marha - (HC Davos), Peter Schaefer - (TPS Turku)